# Синдром Єнтл
Синдром Єнтл — це симптоми, які зазвичай супроводжують серцеві напади у жінок, відмінні від симптомів у чоловіків. Це проблема, оскільки велика частина медичних досліджень була зосереджена насамперед на симптомах серцевих нападів у чоловіків, і багато жінок померли через неправильний діагноз, оскільки їхні симптоми проявляються інакше.
Назва взята з фільму «Yentl» 1983 року з Барброю Стрейзанд, в якому її персонажка грає роль чоловіка, щоб здобути освіту, яку вона бажає. Термін синдром Єнтл введений доктором Бернадіном Гілі у 1991 році.